# 奧斯特冰川
67°12′S 50°45′E / 67.200°S 50.750°E
奧斯特冰川（英語：Auster Glacier）是南極洲的冰川，寬約3公里，最終注入阿蒙森灣東南端，該冰川在1956年10月由澳大利亞探險隊發現，以探險隊的飛機命名。